# Korrigan
Pour les articles homonymes, voir Korrigan (homonymie).
Ne doit pas être confondu avec Le Korrigan.
Le korrigan est une créature légendaire de Bretagne, comparable au lutin. Bienveillant ou malveillant selon les cas, il peut faire preuve d'une extrême générosité, mais est capable d'horribles vengeances.

## Étymologie et terminologie
« Korrigan » (du breton korr, nain, suivi du diminutif ig et du suffixe an, ancien diminutif qui n'est plus utilisé en breton moderne et populaire contemporain si ce n'est dans des mots figés, tels que korr-ig-an, traduction littérale le nain-petit-petit), (pluriel breton : korriganed) signifie « petit nain » avec un suffixe hypocoristique très fréquent dans les noms de personnes. Au féminin, on trouve parfois une forme féminisée à la manière française, « korrigane », qui peut désigner une fée malfaisante. Bien qu'il soit connu comme « le lutin de Bretagne », le korrigan renvoie étymologiquement au nain (korr), et non au lutin. Les préfixes corr- (littérature galloise) et cor- (ancien cornique) désignent tous deux un nain et le cornique moderne a le mot korrik (pluriel korrigow) pour désigner un gnome ou un lutin.
La langue bretonne connaît un très grand nombre de mots pour désigner le petit peuple, et dans cette « région infestée de lutins », il est commun de les distinguer par leur habitat. Pierre Dubois attribue aux kornikaneds les bois, aux korils, courils, corrics, kriores, kéréores et kannerez noz les landes, aux poulpiquets les vaux, aux teuz les prés, aux boléguéans les tumuli, aux hoseguéannets les cercles de pierres et aux boudics, boudiguets et bouffon noz les fermes. Mais la Bretagne connaît aussi des  « farfadets », « duz », « korrigs », « kerrighed », « komaudons », « korandons », « kormandons », « kérions », « ozégans », « fomiquets » ou encore « chorriquets » et « c'hornandoned ». Au fil du temps, toutes ces petites créatures jadis distinctes sont venues à être désignées sous l'unique nom de « korrigan ».

## Description

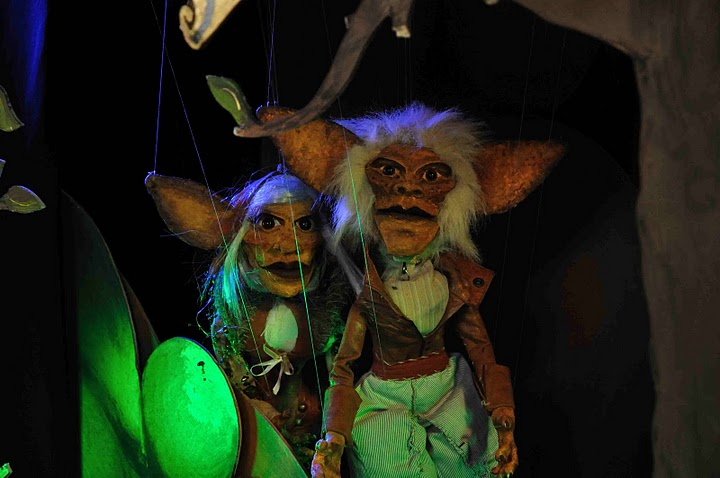
Les marionnettes-korrigans de la Cie. Coppelius.

Les korrigans font aussi partie du petit peuple, ce sont des esprits prenant l'apparence de nains dans la tradition celtique[réf. souhaitée], et en particulier bretonne. Leur apparence est variée, ils peuvent être dotés d'une magnifique chevelure et d'yeux rouges lumineux, à l'aide desquels ils sont censés ensorceler les mortels ou être décrits comme étant petits, noirs et velus, coiffés de chapeaux plats avec des rubans de velours, les filles étant coiffées de bonnets violets. Pierre Dubois les décrit comme des nains cornus hauts d'une à deux coudées, aux pieds de boucs, aux sabots de fer et aux griffes de chat.
Les contes les situent le plus souvent dans des grottes, les tumuli ou encore dans des dolmens. Mais ils hantent également les sources, les fontaines ou les landes du pays breton.
On leur attribue les ronds de sorcières qu'on trouve parfois sur les prés ou dans les sous-bois. On dit qu'ils y font cercle pour danser à la tombée du jour. Au mortel qui les dérange, il arrive qu'ils proposent des défis qui, s’ils sont réussis, donnent le droit à un vœu (ce qui est en général le cas pour les hommes bons) mais qui peuvent, en cas d'échec, se transformer en pièges mortels menant tout droit en enfer ou dans une prison sous terre sans espoir de délivrance. Dans la nuit du 31 octobre, on prétend qu'ils sévissent à proximité des dolmens, prêts à entraîner leurs victimes dans le monde souterrain pour venger les morts des méfaits des vivants. Cette tradition les rattache à la non moins celtique Halloween à l'origine fête de Samain; nouvel an celtique, devenue au fil des siècles et des religions la fête que nous connaissons aujourd'hui.[réf. nécessaire]

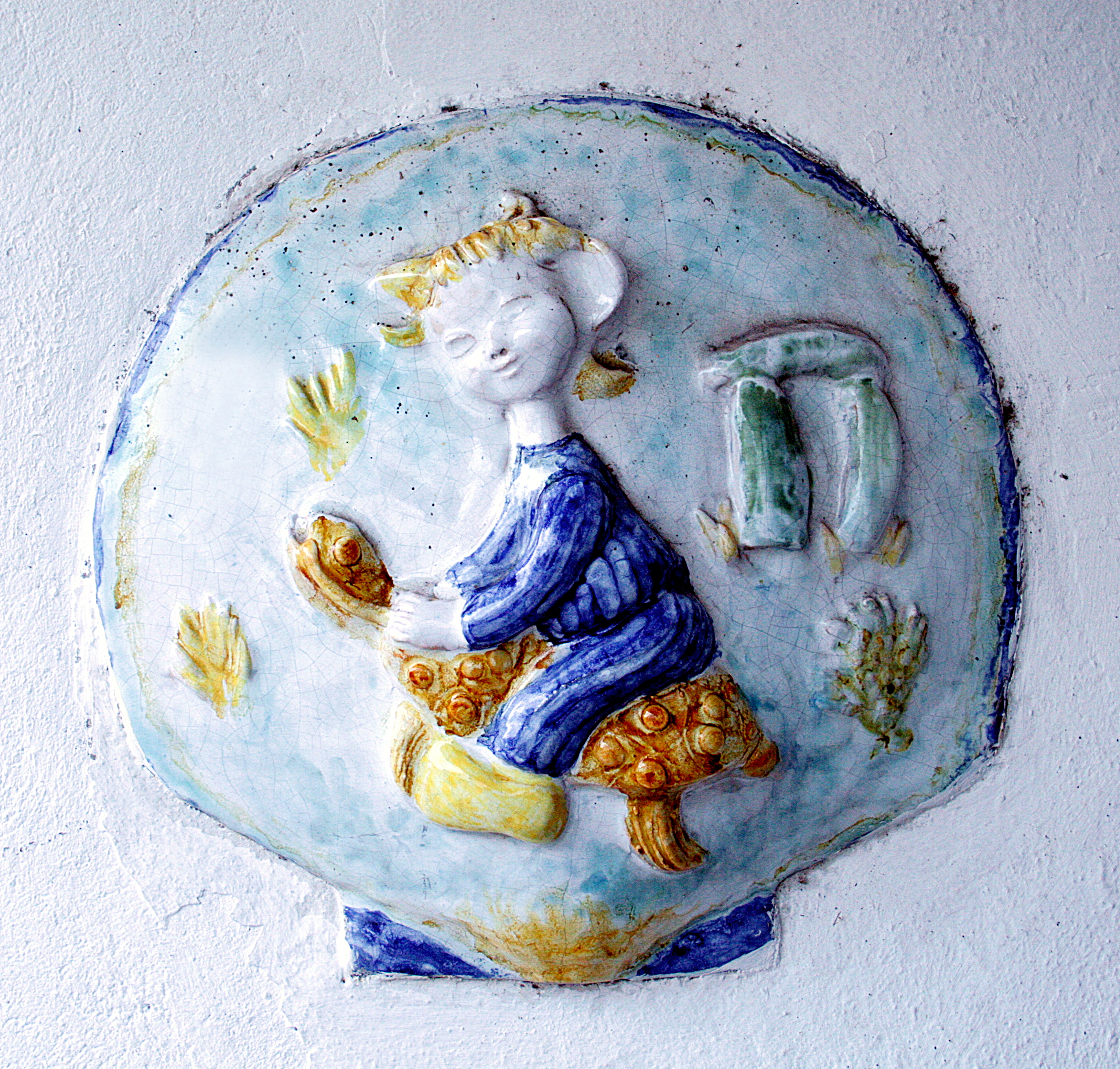
Céramique représentant un korrigan à proximité d'un dolmen.

Parfois aussi, ils symbolisent la résistance de la Bretagne à la christianisation et on leur prête alors des facéties nocturnes au voisinage des églises prenant les prêtres pour cibles.

## Dans la culture
- Les korrigans sont devenus bien connus ces dernières années[Quand ?] dans l'illustration et la littérature populaire bretonne. Pascal Moguérou en a notamment fait son thème favori depuis plusieurs années[6]. Renaud Marhic a publié un polar noir intitulé Korrigans Connection[7], Erwan et Ronan Le Breton, une bande dessinée, Les Contes du Korrigan, chez Soleil « celtic »[8]. Un collectif a travaillé sur Les Contes du Korrigan.
- De nombreux romans incluent les korrigans dans la trame de leur histoire comme Le Livre des étoiles d'Erik L'Homme ou Garaouen de Nalex Tandre.

- La malédiction des petites racailles d'Éric Simard.

- Un éditorial de mode nommé Korrigans[9] a également été réalisé pour le magazine A Part.

- Barradig le Korrigan de Roc'h Trevezel, par la Cie. Coppelius[10], est un spectacle féérique de marionnettes à fils traditionnelles. Les textes sont dits et chantés par les personnages sur des airs de chants traditionnels irlandais ou tirés du folklore breton (Barzaz Breiz). Barradig est un korrigan qui vit dans les Monts d'Arrée à Roc'h Trevezel où il coule des jours paisibles, jusqu'au jour où son meilleur ami Tad Hunvreer disparait sans laisser de trace. Il part à sa recherche accompagné d'une hermine et chemin faisant, rencontre les créatures mystérieuses qui peuplent les nuits et l'imaginaire de Bretagne.

### Citations
« C'est l'heure de se lever,
de courir dans la vallée 
et d'effrayer les passants,
la nuit nous appartient,
évitez notre chemin, 
car nous sommes les korrigans. »

— G. Foucher
, extrait de la chanson des korrigans du spectacle chanté pour marionnettes Barradig le Korrigan de Roc'h Trevezel, par la Cie. Coppelius

« Poulpiquet est le nom donné, dans la légende, aux enfants des jolies korriganes qui, fils ou filles des affreux korrigans, exercent la laideur de leur père avec une effroyable prodigalité. Or, les clients du petit café nous ayant paru pour la plupart fort laids, nous avions baptisé le lieu de leurs rencontres "le café des Poulpiquets" qui devint ensuite, par abréviation "le Poulpiquet". »

— René Peter
, Une saison avec Marcel Proust, Gallimard, collection « NRF », 2005  (ISBN 978-2070774340)

« J'ai paru au jour, sous les dehors bénins d'un chaton de deux mois. Bonnes gens ! vous m'avez recueilli, sans savoir que vous hébergiez le dernier démon de cette Bretagne ensorcelée. "Gnome", "poulpiquet", "kornigaret", "korrigan", c'est ainsi qu'il fallait me nommer, et non "Poum" ! »

— Colette
, Poum

« Ces gorrikets ne sont pas méchants quand on ne leur fait pas de mal et qu'on les laisse tranquilles. ils soignent surtout très bien les porcs, et poussent même l'amabilité jusqu'à prévenir les gens de la maison du jour précis où le porc est à point pour être tué. Pour les services qu'ils rendent, ils n'exigent qu'un peu de bloneck (axonge) pour faire de la soupe ou de la bouillie. On a vu la fumée sortir de leur demeure et on a senti le fumet de leur festin. Si on les dérange, ces petits êtres sont si vindicatifs qu'ils ne laissent ni trêve, ni repos aux malheureux qui ont osé se mêler de leurs affaires. Ceux qui passent tard auprès de leur demeure pressent le pas de peur de rencontrer une patrouille de ces petits hommes, dont le chapeau est large comme une lune pleine. »

— A. L. Harmois

### Bande dessinée
- La bande dessinée Korrigans met en scène notamment des Korrigans.
- Un Korrigan apparaît dans le troisième tome de la bande dessinée Le collège noir (bien que l'histoire soit censée se dérouler dans le Cantal).
- Les Korrigans apparaissent également dans la série Biguden.

### Cinéma et télévision
- Le film Korriganed réalisé par Gaël Bizien produit par Mondokane et France Télévision est un documenteur de 52 min où une équipe de reportage mène une enquête sur les korrigans en Bretagne. En interrogeant des experts (Pierre Dubois, Pascal Moguérou, Patrik Ewen) et des habitants de la région, les journalistes tentent de faire toute la lumière sur l'existence de ces lutins. Diffusé à la télévision en 2016, le DVD du film est sorti en 2017.
- Dans l'univers de Star Trek, la race extraterrestre métamorphe qui dirige le Dominion est appelée "Korrigans" dans la version française. Dans l'épisode 3 de la saison 2, qui s'intitule Le Korrigan, le capitaine Kirk se réfère à la légende terrienne des Korrigans pour expliquer le comportement d'une sonde interstellaire.

### Produits et services
En Bretagne, en plus d'un certain nombre de lieux de loisirs ou de villégiature (centres de loisirs, cinémas, restaurants, pubs, maisons d'hôtes, gîtes, centres équestres, etc.), diverses marques portent le nom de korrigan : un savon, un dessert du glacier Jampi, un jeu de société, etc. Certaines entreprises françaises ont aussi adopté cette dénomination : un parfum de la maison Lubin, des produits laitiers, etc.

#### Recueils de contes
- Patrick Jézéquel (ill. Pascal Moguérou), Les korrigans ou les petits contes secrets de la Lande, Au Bord des continents, 1999 (ISBN 978-2-911684-14-2)
- Dominique Besançon (dir.) et Sylvie Ferdinand (dir.), Gnomes, Lutins, Korrigans, farfadets, trolls et autres génies du monde, Terre de Brume, 2003 (ISBN 2-84362-296-4)
- Dominique Besançon (dir.), Petites Histoires de… Lutins et korrigans, Dinan, Terre de Brume, 2007, 96 p. (ISBN 978-2-84362-346-2)

## Discographie
- Korrigan, sur le CD "Tu es la" du groupe celtique STETRICE, www.stetrice.com

### Études bibliographiques
- Anne Martineau, « La grande tribu des lutins », dans Le nain et le chevalier: Essai sur les nains français du moyen âge, Presses Paris Sorbonne, coll. « Traditions et croyances », 2003 (ISBN 9782840502746, lire en ligne), p. 83-138. Thèse recensée et critiquée par Bernard Ribémont dans les Cahiers de recherches médiévales et humanistes en 2003, [lire en ligne]
- Joseph Rio, « Du korrigan à la fée celtique », dans Littératures de Bretagne : mélanges offerts à Yann-Ber Piriou, Presses Universitaires de Rennes, 2006 (lire en ligne), p. 237-252